# 할레구

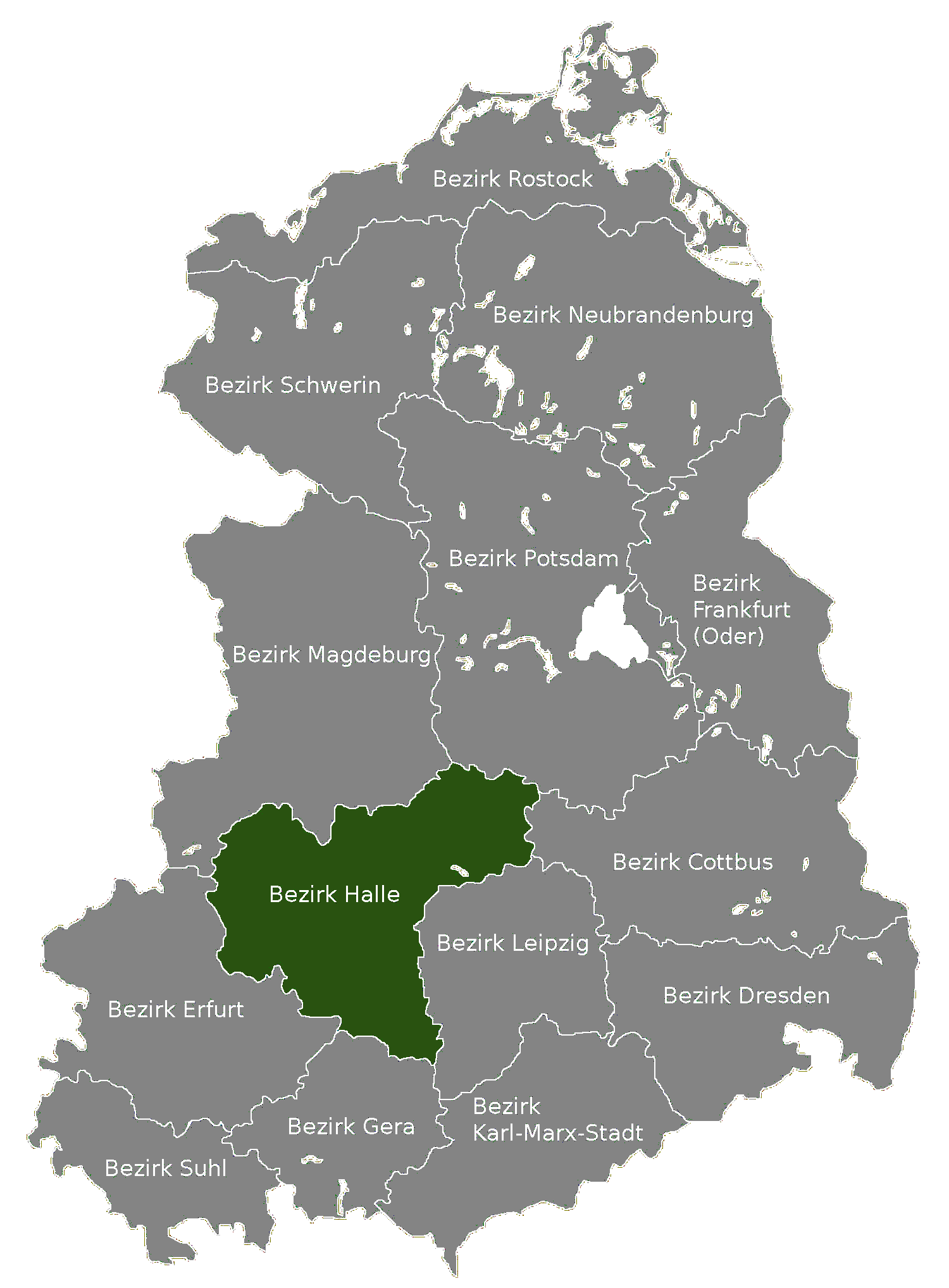
할레 구의 위치

할레구(독일어: Bezirk Halle)는 과거 동독(독일 민주 공화국)에 존재했던 14개 구 가운데 하나로 구청 소재지는 할레였다.

## 행정 구역 정보
- 구청 소재지: 할레
- 면적: 8,771km2
- 인구: 1,776,500명 (1989년 당시 기준)
- 인구 밀도: 200명/km2
- 차량 번호판 코드: K, V
- 하위 행정 구역: 20개 군, 3개 시

## 역사
1952년 7월 25일에 시행된 행정 구역 개편 당시에 폐지된 주를 대신하여 신설된 14개 구 가운데 하나였다. 1990년 동서독 통일 당시에 작센안할트 주에 편입되었다.

## 지리
동독 남부에 위치한 구였으며 북쪽으로는 마그데부르크 구, 북동쪽으로는 포츠담 구, 동쪽으로는 콧부스 구와 라이프치히 구, 남쪽으로는 게라 구, 서쪽으로는 에르푸르트 구와 접하고 있었다.

### 하위 행정 구역
- 20개 군(Landkreise): 아르테른 군(Artern), 아셔슬레벤 군(Aschersleben), 베른부르크 군(Bernburg), 비터펠트 군(Bitterfeld), 아이슬레벤 군(Eisleben), 그레펜하이니헨 군(Gräfenhainichen), 헤트슈테트 군(Hettstedt), 호엔묄젠 군(Hohenmölsen), 쾨텐 군(Köthen), 메르제부르크 군(Merseburg), 나움부르크 군(Naumburg), 네브라 군(Nebra), 크베들린부르크 군(Quedlinburg), 크버푸르트 군(Querfurt), 로슬라우 군(Roßlau), 잘 군(Saalkreis), 장거하우젠 군(Sangerhausen), 바이센펠스 군(Weißenfels), 비텐베르크 군(Wittenberg), 차이츠 군(Zeitz)
- 3개 시(Stadtkreise): 데사우 시(Dessau), 할레 시(Halle), 할레노이슈타트 시(Halle-Neustadt)

## 같이 보기
- 할레현
- 데사우현